# شبکه سهند
شبکهٔ سهند (شبکهٔ استانی سیمای آذربایجان شرقی) که به مردم استان آذربایجان شرقی اختصاص دارد، یکی از شبکه‌های تلویزیونی صدا و سیمای جمهوری اسلامی ایران و زیرمجموعهٔ صدا و سیمای آذربایجان شرقی است. این شبکه همه‌روزه برنامه‌های متعددی را به دو زبان ترکی آذربایجانی و فارسی پخش می‌کند. هویت بصری و گرافیک این شبکه در تاریخ ۲۵ اسفند ۱۳۹۹ به‌طور کلی تغییر یافت و از تاریخ ۲۸ فروردین ۱۴۰۱، برنامه‌های شبکهٔ سهند با کیفیت HD و کدک HEVC پخش می‌شود.نسخه اچ‌دی این شبکه از ۷ خرداد ۱۴۰۱ قابل دریافت از تلوبیون (مرجع آرشیو و پخش زنده صدا و سیما) شد.
ساختمان شبکهٔ سهند در شهر تبریز، بلوار ۲۹ بهمن، خیابان جام جم، صدا و سیمای آذربایجان شرقی و در ضلع شرقی دانشگاه تبریز قرار گرفته‌است.

## تاریخچه
تلویزیون تبریز در سال ۱۳۵۰ خورشیدی با فرستنده‌ای ۱۰۰ واتی (که بعداً قدرت آن به ۲ کیلووات افزایش یافت) افتتاح شد. این تلویزیون به مدت ۲۹ سال برنامه‌های موردی خود را در ساعاتی از هفته (عمدتاً در ساعاتی از روز جمعه) روی کانال شبکهٔ یک و برای مخاطبان در سطح استان آذربایجان شرقی پخش می‌کرد.
نهایتاً در آبان ۱۳۷۹ خورشیدی، شبکهٔ استانی آذربایجان شرقی به عنوان نهمین شبکهٔ استانی ایران و روی کانالی مستقل افتتاح شد. این شبکه که در ابتدا شامل ۴ برنامهٔ «کودک و نوجوان»، «خانواده»، «ورزش» و «جوان» بود، به تدریج تعداد برنامه‌های خود را به بیش از ۷۰ عنوان افزایش داد و تحت عنوان شبکهٔ سهند به فعالیت خود ادامه می‌دهد.

## پخش
برنامه‌های شبکهٔ سهند از تاریخ ۳ خرداد ۱۳۹۰ به صورت ۲۴ ساعته پخش می‌گردد. پخش برنامه‌های این شبکه به همراه دیگر شبکه‌های سراسری ایران از طریق بیش از ۱۰۸۷ ایستگاه فرستندهٔ تلویزیونی مستقر در نقاط مختلف استان آذربایجان شرقی صورت می‌گیرد. ایستگاه‌های فرستندهٔ تلویزیونی عون بن علی تبریز، قره‌قشون بناب، پیام مرند، قزل‌قلعه اهر، قافلانکوه میانه، آغ‌داغ هشترود، شبلی بستان‌آباد و دستجرد آذرشهر از مهم‌ترین و پرقدرت‌ترین ایستگاه‌های این استان هستند. در تاریخ ۲۸ فروردین ۱۴۰۱، پخش اچ‌دی شبکهٔ سهند به عنوان یکی از اولین شبکه‌های استانی در این زمینه و برای ۵۶ درصد از جمعیت این استان آغاز فعال گردید.
شبکهٔ سهند به‌دلیل پخش برنامه به زبان ترکی آذربایجانی در بعضی از نقاط دیگر ایران نیز بیننده دارد. همچنین تعداد بینندگان این شبکه از سال ۱۳۸۸ خورشیدی و به‌دلیل پخش زندهٔ مسابقات فوتبال باشگاه فوتبال تراکتور افزایش یافته‌است. این شبکه از طریق ماهواره‌های عرب‌ست (بدر ۵) و اینتل‌ست ۹۰۲، به صورت زمینی در سطح استان آذربایجان شرقی و همچنین به صورت اینترنتی قابل دریافت است.

## حاشیه‌ها
- انتقاد از عدم اعتنای شبکه به وضعیت باشگاه فوتبال تراکتور همزمان با خصوصی‌سازی این باشگاه و سؤال پرسیدن مجری برنامهٔ موج فوتبال از صندلی خالی مصطفی آجورلو مدیر عامل وقت باشگاه به علت غیبت وی[۸]
- واکنش مصطفی آجورلو به اقدام مجری برنامهٔ موج فوتبال و ارسال دو نامهٔ شکایت رسمی به مدیر و معاون شبکهٔ سهند و متعاقب آن دعوت رسمی از وی جهت حضور در شبکه[۹]
- شکایت شجاع خلیل‌زاده از مجری برنامهٔ موج فوتبال شبکهٔ سهند که وی و محسن بنگر را حائز نقش ویژه در قهرمانی باشگاه فوتبال پرسپولیس اعلام کرده بود.[۱۰]
- شائبهٔ ممنوع‌التصویر شدن رضا یزدانی، مجری برنامهٔ موج فوتبال که توسط وی تکذیب شد.[۱۱]
- کمبود برنامه‌های متناسب با فرهنگ و ادبیات بومی[۱۲]
- عدم توجه به پیشنهادها و نیازهای جامعه، ایده‌ها و اندیشه‌های جدید[۱۲]

## برنامه‌ها
فهرست برخی از برنامه‌های تولیدی شبکهٔ سهند:
- آئین کرامت
- آیدین یاشا
- ائل نغمه‌سی
- اخلاق در نهج‌البلاغه
- ارس پنجره‌ای رو به فردا
- اسناد افتخار: صحبت با خانوادهٔ کشته شدگان استان در جریان جنگ ایران و عراق
- افطارلیق
- اوباشدانلیق
- برنامه انتخاباتی ۳۶۰ درجه
- برنامه صبحگاهی سحرلر
- برنامه کودک ناز بالالار
- برنامه‌های تبلیغاتی نامزدهای ریاست‌جمهوری
- پخش برنامه از مناطق عملیاتی جنوب: معرفی اقدامات سربازان لشکر ۳۱ عاشورا در طول جنگ ایران و عراق
- پیام امام جمعه تبریز
- تا اوج
- تبریزیم
- ثقلین
- جنگ شبانه نوروز گولی
- رحمت قاپیسی
- سریال جلال: با موضوع انقلاب در آذربایجان، در ۱۳ قسمت ۴۰ دقیقه‌ای
- سریال دسترخان
- سریال روزهای بی‌قراری ۲: با موضوع معرفی ظرفیت‌های گردشگری استان، در ۳۰ قسمت
- سونمز ایشیق
- شعار سال
- عائله
- کندیمیز
- کندیمیز
- ماه خدا
- مسابقه عیدانه
- مسابقهٔ قرآن نغمه‌سی
- مستند ارسباران بهشت گمشده
- مستند باغ فرشته: با موضوع ترک اعتیاد زنان در کمپ ترک اعتیاد
- مستند بیوگرافی انقلابیون تبریز: در ۹ قسمت ۳۰ دقیقه‌ای
- مستند پانگار: با موضوع آسیب اجتماعی معلولیت
- مستند حاشیه‌نشینی: با موضوع آسیب‌شناسی حاشیه‌نشینی
- مستند خانه بخت: با موضوع ازدواج دختران بهزیستی و آسیب‌های ناشی از آن
- مستند خشم خیابان: با موضوع خشونت و نزاع خیابانی
- مستند دوزوم: با موضوع کار و تلاش یک مددکار زن
- مستند ردیاب
- مستند عروسکان: با موضوع ازدواج در سنین پایین
- مستند مدافعان حرم: در ۷ قسمت، با موضوع معرفی عباس عبداللهی، صادق عدالت اکبری، علی کنعانی، محمودرضا بیضایی، حامد جوانی، ذاکر حیدری، محمدرضا فخیمی
- مستند معتمد: با موضوع ترک اعتیاد
- مستند یک روز خوب: با موضوع کارآفرینی برای مددجویان و بزهکاران
- گل
- موج فوتبال
- ویژه برنامه تحویل سال
- یوردوموز

### یوردوموز
این برنامه به معرفی پتانسیل‌های شهرستان‌های مختلف استان آذربایجان شرقی در زمینه‌های گردشگری و فرهنگی شامل تولیدات محلی و بومی و فرصت‌های موجود جهت سرمایه‌گذاری گردشگری می‌پردازد. برنامهٔ یوردوموز در ۲۶ قسمت تهیه شده‌است.

### ارس، پنجره‌ای رو به فردا
این برنامه با مشارکت سازمان منطقه آزاد تجاری-صنعتی ارس در قسمت‌های ۲۵ دقیقه‌ای تولید شده و امکانات، ظرفیت‌ها و مزایای سرمایه‌گذاری در بخش‌های مختلف این منطقهٔ آزاد را معرفی می‌کند.